# Rubén Yáñez (futbolista)
Orlando Rubén Yáñez Alabart (Lloret de Mar, Gerona, 12 de octubre de 1993) es un futbolista español que juega de portero en el Real Sporting de Gijón de la Segunda División de España.

## Trayectoria

### Categorías inferiores (2006-2012)
Su primer equipo fue el C. F. Lloret (2006-2009). Tras esa época formó parte una temporada del Girona C. F. (2009-2010) y desde allí se mudó a Madrid para formar parte de la cantera del conjunto merengue donde se incorporó al Juvenil B donde coincidió con jugadores como Raúl de Tomás o Diego Llorente.

### Real Madrid C (2012-2013)
Tras su paso por las categorías inferiores, sube al segundo filial blanco. Su primer partido con el conjunto merengue fue un amistoso contra el Club Deportivo Guadalajara (España), donde los blancos se impusieron 5 a 3. Su debut profesional con el Real Madrid C tardaría un poco más, ocurriendo en la Jornada 5 contra el Club Atlético de Madrid "B" en la Segunda División B de España.
Si bien inició la temporada como portero suplente, la lesión de su compañero Fernando Pacheco le abrió la puerta al portero gerundense que cuajó una magnífica temporada, siendo una sorpresa para muchos aficionados y haciendo paradas de gran mérito. En el club ha labrado fama de ser bueno atajando la pena máxima pues logró detener tres en la campaña, dos de ellos en jornadas consecutivas.
Ya antes de eso, José Mourinho quiso premiar al jugador, y le convocó para un partido de copa frente al Club Deportivo Alcoyano.

### Real Madrid Castilla (2013-2015)
Su debut con la camiseta de los mirlos fue en febrero de 2013 jugando un amistoso frente a la Selección sub-20 española. Jugó el segundo tiempo y contribuyó a la victoria blanca por 0 a 5. Por aquel entonces aún formaba parte de la plantilla del ya desaparecido segundo filial blanco. No fue la primera convocatoria en la que participó pues ya anteriormente, y como portero del Juvenil A, fue convocado por Alberto Toril en enero de 2012 para formar parte de la plantilla en un encuentro ante la Unión Deportiva Vecindario, si bien, no dispuso de minutos.
En su primer año con el Real Madrid Castilla C. F. no gozó de muchas oportunidades, sin embargo sus actuaciones otorgaron puntos al primer filial blanco, ya que fue uno de los mayores responsables de la victoria a domicilio frente al Real Zaragoza por 0 a 2. Su debut oficial llegó el día 8 de septiembre, frente al Club Deportivo Mirandés en el Estadio Alfredo Di Stéfano. Sin embargo no pudo estrenarse con victoria, ya que el Castilla perdió 1 a 0. 
Comenzó la temporada 2014-2015 luchando por un puesto con Alfonso Herrero Peinador y Jacob Sánchez Dalmau, a priori, ocupando la demarcación de segundo portero, aunque siempre a la espera de la decisión que Zinedine Zidane hiciera antes de cada partido. Su debut en la campaña ocurriría en la Jornada 8, ante la Sociedad Deportiva Leioa en la abultada victoria blanca por 4 a 1. Sus buenas actuaciones durante la ausencia de Alfonso Herrero Peinador hicieron que se mantuviera en la portería, obteniendo el puesto de guardameta titular y siendo uno de los jugadores más destacados a lo largo de toda la temporada. Únicamente no disputaría la jornada 38 que fue disputada por Alfonso Herrero Peinador. Carlo Ancelotti le convocaría el día 29 de octubre de 2014 en calidad de tercer portero para un encuentro de Copa del Rey entre el Real Madrid Club de Fútbol y la Unió Esportiva Cornellà. Siendo su segunda convocatoria con el primer equipo. También, a la vuelta de ese mismo partido, hizo las funciones de tercer portero. Sin embargo, a pesar de estar en el césped calentando con sus compañeros, no apareció su nombre en la convocatoria de Realmadrid.com.

### Real Madrid (2015-17)
Tras pasar por los dos filiales blancos y ante la salida de Fernando Pacheco se le presentó la oportunidad de subir al primer equipo en calidad de tercer portero. Su subida fue inmediata y marchó con el primer equipo blanco a todas las convocatorias de la pretemporada 2015-2016. Formando por ello parte de la plantilla que se proclamó campeona de la International Champions Cup (Australia y China) y del Trofeo Santiago Bernabéu. Además tuvo el premio de debutar con el conjunto blanco ante el Vålerenga Oslo IF.
Ganó 7 títulos con el Real Madrid (1 liga, 2 champions, 2 supercopas de Europa, 1 supercopa de España y una Copa Mundial de clubes).
El 17 de agosto de 2017 se confirmó el traspaso de Rubén Yáñez al Getafe Club de Fútbol, que a su vez lo cedió al Cádiz Club de Fútbol.

### Cádiz C. F. (cedido del Getafe)
Llegó al Cádiz Club de Fútbol en el verano de 2017 cedido por el Getafe Club de Fútbol. Debutó en partido oficial el 5 de septiembre de 2017 en un partido de Copa del Rey contra el Almería dejando la portería a cero.

### Málaga C. F.
El 15 de julio de 2022 Rubén Yáñez fichó por el Málafa CF. Debutó como suplente en la jornada 14, en una derrota por 2-1 contra el FC Cartagena.

### Real Sporting de Gijón
Durante el verano de 2023 finalizó su etapa en el Málafa CF después de que el equipo descendiera a la Primera Federación, la tercera categoría en el sistema de ligas de fútbol de España. Ese mismo verano anunció su fichaje por el Real Sporting de Gijón. Llegó a Gijón a ocupar el puesto que había dejado libre Iván Cuéllar, portero muy reconocido por el club asturiano que estuvo en el Real Sporting durante su última etapa en Primera División (en las temporadas 2015-16 y 2016-15). La negativa del club a renovar a Cuéllar forzó su salida, aunque ese mismo verano anunció su fichaje por el Mallorca. El Sporting venía de terminar una desastrosa temporada de transición (tan solo un año antes había sido comprado por Grupo Orlegi) donde el equipo a duras penas consiguió eludir el descenso. 
Durante la temporada 2023-24 se destacó como una pieza fundamental en el Sporting de Miguel Ángel Ramírez. Durante la temporada, aún en curso, sostuvo al equipo en partidos en los que el Sporting necesitó mostrar su mejor faceta defensiva. A mitad de temporada, durante el parón de invierno, sus estadísticas le proclamaban el mejor portero de la Segunda División en la primera vuelta. 
Al poco tiempo de retomarse la competición después del parón de invierno Rubén sufrió una lesión que le mantuvo unos meses fuera de los terrenos de juego. Durante este tiempo le sustituyó el portero suplente del Sporting, CJ Sánchez. Por culpa de la lesión se perdió también el partido más especial de la temporada del Sporting, el derbí frente al Real Oviedo en el El Molinón Enrique Castro "Quini". El equipo gijonés se impuso en el derbi por 1-0, con gol de Nacho Méndez en el minuto 4.
Actualmente sigue disputando el campeonato de liga de Segunda División con el Real Sporting de Gijón.

## Selección nacional

### Categorías inferiores
El jugador fue convocado por la selección sub-20 de España para disputar la Copa Mundial de 2013 celebrada en Turquía. Su debut en partido oficial con la categoría se produjo en cuartos de final frente a la selección de fútbol sub-20 de Uruguay donde el combinado español fue derrotado en la prórroga. Rubén salió al campo tras la lesión de Dani Sotres en el minuto 91.

## Estadísticas

### Clubes
Actualizado al último partido disputado el 5 de mayo de 2025.
| Club                          | Div.          | Temporada     | Liga  | Liga  | Liga   | Copas nacionales | Copas nacionales | Copas nacionales | Copas internacionales | Copas internacionales | Copas internacionales | Total | Total | Total  |
| Club                          | Div.          | Temporada     | Part. | Goles | Asist. | Part.            | Goles            | Asist.           | Part.                 | Goles                 | Asist.                | Part. | Goles | Asist. |
| ----------------------------- | ------------- | ------------- | ----- | ----- | ------ | ---------------- | ---------------- | ---------------- | --------------------- | --------------------- | --------------------- | ----- | ----- | ------ |
| Real Madrid "C" · España      | 2.ª B         | 2012-13       | 26    | 0     | 0      | ―                | ―                | ―                | ―                     | ―                     | ―                     | 26    | 0     | 0      |
| Real Madrid "C" · España      | Total club    | Total club    | 26    | 0     | 0      | 0                | 0                | 0                | 0                     | 0                     | 0                     | 26    | 0     | 0      |
| Real Madrid Castilla · España | 2.ª           | 2013-14       | 4     | 0     | 0      | ―                | ―                | ―                | ―                     | ―                     | ―                     | 4     | 0     | 0      |
| Real Madrid Castilla · España | 2.ª B         | 2014-15       | 30    | 0     | 0      | ―                | ―                | ―                | ―                     | ―                     | ―                     | 30    | 0     | 0      |
| Real Madrid Castilla · España | Total club    | Total club    | 34    | 0     | 0      | 0                | 0                | 0                | 0                     | 0                     | 0                     | 34    | 0     | 0      |
| Real Madrid · España          | 1.ª           | 2015-16       | 0     | 0     | 0      | 0                | 0                | 0                | 0                     | 0                     | 0                     | 0     | 0     | 0      |
| Real Madrid · España          | 1.ª           | 2016-17       | 0     | 0     | 0      | 1                | 0                | 0                | 0                     | 0                     | 0                     | 1     | 0     | 0      |
| Real Madrid · España          | Total club    | Total club    | 0     | 0     | 0      | 1                | 0                | 0                | 0                     | 0                     | 0                     | 1     | 0     | 0      |
| Cádiz C. F. · España          | 2.ª           | 2017-18       | 0     | 0     | 0      | 6                | 0                | 0                | ―                     | ―                     | ―                     | 6     | 0     | 0      |
| Cádiz C. F. · España          | Total club    | Total club    | 0     | 0     | 0      | 6                | 0                | 0                | 0                     | 0                     | 0                     | 6     | 0     | 0      |
| Getafe C. F. · España         | 1.ª           | 2018-19       | 0     | 0     | 0      | 0                | 0                | 0                | ―                     | ―                     | ―                     | 0     | 0     | 0      |
| S. D. Huesca · España         | 2.ª           | 2019-20       | 6     | 0     | 0      | 2                | 0                | 0                | ―                     | ―                     | ―                     | 8     | 0     | 0      |
| S. D. Huesca · España         | Total club    | Total club    | 6     | 0     | 0      | 2                | 0                | 0                | 0                     | 0                     | 0                     | 8     | 0     | 0      |
| Getafe C. F. · España         | 1.ª           | 2020-21       | 10    | 0     | 0      | 1                | 0                | 0                | ―                     | ―                     | ―                     | 11    | 0     | 0      |
| Getafe C. F. · España         | 1.ª           | 2021-22       | 0     | 0     | 0      | 2                | 0                | 0                | ―                     | ―                     | ―                     | 2     | 0     | 0      |
| Getafe C. F. · España         | Total club    | Total club    | 10    | 0     | 0      | 3                | 0                | 0                | 0                     | 0                     | 0                     | 13    | 0     | 0      |
| Málaga C. F. · España         | 2.ª           | 2022-23       | 29    | 0     | 0      | 0                | 0                | 0                | ―                     | ―                     | ―                     | 29    | 0     | 0      |
| Málaga C. F. · España         | Total club    | Total club    | 29    | 0     | 0      | 0                | 0                | 0                | 0                     | 0                     | 0                     | 29    | 0     | 0      |
| Real Sporting · España        | 2.ª           | 2023-24       | 40    | 0     | 0      | 0                | 0                | 0                | ―                     | ―                     | ―                     | 40    | 0     | 0      |
| Real Sporting · España        | 2.ª           | 2024-25       | 36    | 0     | 0      | 0                | 0                | 0                | ―                     | ―                     | ―                     | 36    | 0     | 0      |
| Real Sporting · España        | Total club    | Total club    | 76    | 0     | 0      | 0                | 0                | 0                | 0                     | 0                     | 0                     | 76    | 0     | 0      |
| Total carrera                 | Total carrera | Total carrera | 181   | 0     | 0      | 12               | 0                | 0                | 0                     | 0                     | 0                     | 193   | 0     | 0      |

## Palmarés

### Campeonatos nacionales
| Título              | Club              | País   | Año  |
| ------------------- | ----------------- | ------ | ---- |
| Liga de España      | Real Madrid C. F. | España | 2017 |
| Supercopa de España | Real Madrid C. F. | España | 2017 |
| Segunda División    | S. D. Huesca      | España | 2020 |

### Campeonatos internacionales
| Título              | Club              | Sede      | Año  |
| ------------------- | ----------------- | --------- | ---- |
| Liga de Campeones   | Real Madrid C. F. | Milán     | 2016 |
| Supercopa de Europa | Real Madrid C. F. | Trondheim | 2016 |
| Mundial de Clubes   | Real Madrid C. F. | Japón     | 2016 |
| Liga de Campeones   | Real Madrid C. F. | Cardiff   | 2017 |
| Supercopa de Europa | Real Madrid C. F. | Skopie    | 2017 |